# Legge di guerra (film 1928)
Legge di guerra (Court Martial) è un film del 1928 diretto da George B. Seitz.

## Trama
A James Camden, ufficiale dell'esercito unionista che si è distinto in battaglia, viene ordinato dal presidente Lincoln di smembrare una banda di guerriglieri confederati agli ordini di Belle Starr. La donna, una bellissima ragazza del sud che combatte i nordisti per vendicare la morte del padre, affascina Camden che si è unito ai ribelli dopo essersi infiltrato nel gruppo. Durante un attacco di cavalleria, Camden salva la vita di Belle che, poco tempo dopo, lo ricambia, salvandolo a sua volta dagli uomini infuriati che, dopo averlo smascherato, tentano di linciarlo. Ritornato tra i suoi, ma senza Belle, Camden viene condannato alla fucilazione. Sarà sempre lei a salvarlo dal plotone di esecuzione, consegnandosi volontariamente agli odiati nordisti. Uno ribelli, per vendicare il suo tradimento, le spara, uccidendola.

## Produzione
Il film venne prodotto dalla Columbia Pictures Corporation.

## Distribuzione
Distribuito dalla Columbia Pictures, il film uscì nelle sale cinematografiche statunitensi il 12 agosto 1928. Venne distribuito anche in Europa e America del Sud: nel Regno Unito, fu presentato dalla Film Booking Offices (FBO), in Italia, dalla Consorzio Cinematografico, in Norvegia, dalla Kamera Film Aktieselskap; in Irlanda, il film uscì il 23 agosto 1929; in Finlandia, il 24 febbraio 1930; in Portogallo, il 14 gennaio 1931.